# Campionato italiano boulder di arrampicata
Il Campionato italiano boulder di arrampicata è una competizione nazionale di arrampicata a cadenza annuale organizzata dalla Federazione Arrampicata Sportiva Italiana (FASI) a partire dalla stagione 2000.
Gli altri due Campionati italiani di specialità dell'arrampicata sono:
- il Campionato italiano lead di arrampicata
- il Campionato italiano speed di arrampicata

## Edizioni
| Ed. | Anno | Luogo                    | Data                    | Note   |
| --- | ---- | ------------------------ | ----------------------- | ------ |
| 1   | 2000 | Torino                   | 24 novembre             |        |
| 2   | 2001 | Campitello di Fassa      | 1 - 2 dicembre          | [ 1 ]  |
| 3   | 2002 | Roma                     | 12 - 13 ottobre         | [ 2 ]  |
| 4   | 2003 | Campitello di Fassa      | 13 - 14 dicembre        | [ 3 ]  |
| 5   | 2004 | Aprica                   | 4 - 5 dicembre          | [ 4 ]  |
| 6   | 2005 | Trieste                  | 3 - 4 dicembre          | [ 5 ]  |
| 7   | 2006 | Roma                     | 17 dicembre             |        |
| 8   | 2007 | San Martino di Castrozza | 22 dicembre             | [ 6 ]  |
| 9   | 2008 | Trieste                  | 28 novembre             |        |
| 10  | 2009 | Torino                   | 12 dicembre             | [ 7 ]  |
| 11  | 2010 | Modena                   | 1 novembre              | [ 8 ]  |
| 12  | 2011 | Modena                   | 30 ottobre              | [ 9 ]  |
| 13  | 2012 | Modena                   | 3 novembre              | [ 10 ] |
| 14  | 2013 | Modena                   | 2 - 3 novembre          |        |
| 15  | 2014 | Modena                   | 1 - 2 novembre          | [ 11 ] |
| 16  | 2015 | Modena                   | 31 ottobre - 2 novembre |        |
| 17  | 2016 | Modena                   | 1 novembre              | [ 12 ] |
| 18  | 2017 | Val Masino - Melloblocco | 12 - 13 maggio          |        |
| 19  | 2018 | Modena                   | 31 ottobre - 2 novembre |        |
| 20  | 2019 | Cuneo                    | 21 - 22 aprile          |        |
| 21  | 2020 | Roma                     | 17 - 18 ottobre         |        |
| 22  | 2021 | Bologna                  | 18 - 20 giugno          |        |
| 23  | 2022 | Roma                     | 1 - 2 ottobre           |        |
| 24  | 2023 | Forlì                    | 22 - 23 luglio          |        |

## Albo d'oro

### Uomini
| Anno | Oro                | Argento              | Bronzo               |
| ---- | ------------------ | -------------------- | -------------------- |
| 2000 | Flavio Crespi      | Riccardo Scarian     | Lucio Giudici        |
| 2001 | Riccardo Scarian   | Flavio Crespi        | Christian Core       |
| 2002 | Christian Core     | Luca Giupponi        | Luca Parisse         |
| 2003 | Gabriele Moroni    | Georgos Progulakis   | Christian Core       |
| 2004 | Christian Core     | Michele Caminati     | Flavio Crespi        |
| 2005 | Christian Core     | Stefano Ghidini      | Flavio Crespi        |
| 2006 | Christian Core     | Lucas Preti          | Flavio Crespi        |
| 2007 | Gabriele Moroni    | Christian Core       | Lucas Preti          |
| 2008 | Michele Caminati   | Lucas Preti          | Gabriele Moroni      |
| 2009 | Lucas Preti        | Christian Core       | Marcello Bombardi    |
| 2010 | Jacopo Larcher     | Niccolò Ceria        | Stefano Ghisolfi     |
| 2011 | Christian Core     | Michele Caminati     | Stefano Bettoli      |
| 2012 | Christian Core     | Pietro Vangi         | Francesco Vettorata  |
| 2013 | Michael Piccolruaz | Stefan Scarperi      | Alessandro Zeni      |
| 2014 | Stefan Scarperi    | Marcello Bombardi    | Riccardo Piazza      |
| 2015 | Danilo Marchionne  | Michael Piccolruaz   | Alessandro Palma     |
| 2016 | Gabriele Moroni    | Marcello Bombardi    | Francesco Vettorata  |
| 2017 | Michael Piccolruaz | Matteo Manzoni       | Riccardo Piazza      |
| 2018 | Marcello Bombardi  | Davide Marco Colombo | Stefan Scarperi      |
| 2019 | Michael Piccolruaz | Stefan Scarperi      | Pietro Biagini       |
| 2020 | Gabriele Moroni    | Davide Marco Colombo | Michael Piccolruaz   |
| 2021 | Giovanni Placci    | Riccardo Piazza      | Filip Schenk         |
| 2022 | Filip Schenk       | Michael Piccolruaz   | Michele Bono         |
| 2023 | Michael Piccolruaz | Filip Schenk         | Pietro Vidi          |
| 2024 | Nicolò Sartirana   | Filip Schenk         | Pietro Biagini       |
| 2025 | Nicolò Sartirana   | Matteo Reusa         | Davide Marco Colombo |

### Donne
| Anno | Oro                | Argento            | Bronzo             |
| ---- | ------------------ | ------------------ | ------------------ |
| 2000 | Giulia Giammarco   | Jenny Lavarda      | Valentina Garavini |
| 2001 | Giulia Giammarco   | Lisa Benetti       | Stella Marchisio   |
| 2002 | Giulia Giammarco   | Stella Marchisio   | Stefania De Grandi |
| 2003 | Giulia Giammarco   | Giovanna Pozzoli   | Jenny Lavarda      |
| 2004 | Jenny Lavarda      | Stefania De Grandi | Stella Marchisio   |
| 2005 | Stefania De Grandi | Stella Marchisio   | Lisa Benetti       |
| 2006 | Roberta Longo      | Sara Morandi       | Claudia Battaglia  |
| 2007 | Stella Marchisio   | Cassandra Zampar   | Roberta Longo      |
| 2008 | Anna Gislimberti   | Roberta Longo      | Jenny Lavarda      |
| 2009 | Jenny Lavarda      | Elena Chiappa      | Alexandra Ladurner |
| 2010 | Alexandra Ladurner | Elena Chiappa      | Giada Zampa        |
| 2011 | Claudia Ghisolfi   | Giada Zampa        | Annalisa De Marco  |
| 2012 | Giada Zampa        | Alice Gianelli     | Sara Morandi       |
| 2013 | Alexandra Ladurner | Jenny Lavarda      | Annalisa De Marco  |
| 2014 | Asja Gollo         | Giorgia Tesio      | Jenny Lavarda      |
| 2015 | Laura Rogora       | Giorgia Tesio      | Andrea Ebner       |
| 2016 | Laura Rogora       | Annalisa De Marco  | Andrea Ebner       |
| 2017 | Giorgia Tesio      | Andrea Ebner       | Camilla Moroni     |
| 2018 | Giorgia Tesio      | Andrea Ebner       | Miriam Fogu        |
| 2019 | Camilla Moroni     | Miriam Fogu        | Anna Borella       |
| 2020 | Laura Rogora       | Camilla Moroni     | Anna Borella       |
| 2021 | Camilla Moroni     | Alessia Mabboni    | Giulia Medici      |
| 2022 | Camilla Moroni     | Irina Daziano      | Giorgia Tesio      |
| 2023 | Camilla Moroni     | Giulia Medici      | Giorgia Tesio      |
| 2024 | Camilla Moroni     | Giorgia Tesio      | Giulia Medici      |
| 2025 | Giorgia Tesio      | Camilla Moroni     | Stella Giacani     |

## Maggiori vincitori di campionati italiani boulder
Nelle seguenti tabelle sono indicati tutti gli atleti vincitori di almeno 1 campionato italiano. In grassetto gli atleti che sono saliti sul podio nelle ultime 5 competizioni.

### Uomini
| Nome               | 1º posto | 2º posto | 3º posto |
| ------------------ | -------- | -------- | -------- |
| Christian Core     | 6        | 2        | 2        |
| Gabriele Moroni    | 4        | 0        | 1        |
| Michael Piccolruaz | 4        | 3        | 1        |
| Stefan Scarperi    | 2        | 1        | 1        |
| Nicolò Sartirana   | 2        | 0        | 0        |
| Lucas Preti        | 1        | 2        | 1        |
| Marcello Bombardi  | 1        | 2        | 1        |
| Michele Caminati   | 1        | 2        | 0        |
| Flavio Crespi      | 1        | 1        | 3        |
| Philip Schenk      | 1        | 1        | 1        |
| Riccardo Scarian   | 1        | 1        | 0        |
| Jacopo Larcher     | 1        | 0        | 0        |
| Danilo Marchionne  | 1        | 0        | 0        |
| Giovanni Placci    | 1        | 0        | 0        |

### Donne
| Nome             | Campionati italiani boulder |
| ---------------- | --------------------------- |
| Camilla Moroni   | 5                           |
| Giulia Giammarco | 4                           |
| Giorgia Tesio    | 3                           |
| Laura Rogora     | 3                           |
| Jenny Lavarda    | 2                           |